# Publi Servili Gemin
Publi Servili Gemin (en llatí: Publius Servilius Q. f. Cn. n. Geminus) va ser un magistrat romà del segle iii aC. Formava part de la gens Servília. Va ser elegit cònsol per primera vegada l'any 252 aC juntament amb Gai Aureli Cota. Els dos cònsols van fer la guerra a Sicília contra els cartaginesos i van ocupar algunes ciutats, la principal de les quals va ser Hímera, de la que tots els seus habitants ja havien estat evacuats pels cartaginesos.
Va ser cònsol per segona vegada l'any 248 aC amb el mateix col·lega i va assetjar Lilibèon i Drèpana, mentre els cartaginesos dirigits per Cartal, van fer una diversió atacant la costa d'Itàlia.